# A&W (Unternehmen)

Logo

A&W Trade Marks Limited Partnership ist die älteste US-amerikanische Franchise-Handelskette in der Systemgastronomie. Das Unternehmen wurde 1922 gegründet. Der Name A&W steht dabei für die Initialen der Gründer Roy Allen und Frank Wright. Das Angebot der Kette besteht hauptsächlich aus Hamburgern und Hot Dogs.

## Bedeutung
A&W hat 485 Filialen in den USA und 209 in anderen Ländern wie Australien, Japan und in Südostasien. Nicht berücksichtigt ist Kanada, wo die A&W-Restaurants 1972 an Unilever verkauft wurden; die dortige Kette hat keine Beziehung mehr zu den übrigen.
Von 2002 bis 2011 gehörte A&W Restaurants zu Yum! Brands, einem 1997 gegründeten Konzern mit Sitz in Louisville (Kentucky), der auch die Restaurantketten KFC, Pizza Hut und Taco Bell besitzt.
Das eher hochpreisige A&W Root Beer wird seit 1971 im Einzelhandel verkauft und gilt als eines der beliebtesten Produkte auf dem US-amerikanischen Markt. A&W bezeichnet es als „alkoholfreies, koffeinfreies Erfrischungsgetränk mit Kräutergeschmack“. Das Cream soda von A&W ist neben dem Root Beer ein weiteres Getränk der Marke. Es weist einen Vanillegeschmack auf und enthält, anders als die meisten Cream-Soda-Produkte anderer Hersteller, Koffein.
Nachdem die drei A&W-Restaurants in Berlin, Garbsen und Köln geschlossen wurden, ist A&W in Deutschland nicht mehr vertreten.

## Trivia
Im Februar 2023 veröffentlichte die US-amerikanische Popsängerin Lana Del Rey ein Lied mit dem Titel A&W, welches ein Anspielung an die Franchisekette ist.